# Granastyochus intricatus
Granastyochus intricatus är en skalbaggsart som beskrevs av Monné och Martins 1976. Granastyochus intricatus ingår i släktet Granastyochus och familjen långhorningar. Inga underarter finns listade i Catalogue of Life.